# ABC Supply 500 de 2015
O Grande Prêmio de Pocono de 2015 (oficialmente, Pocono IndyCar 500 fueled by Sunoco) foi a 13ª etapa da temporada de 2015 da IndyCar Series. Disputada em 23 de agosto, foi vencida pelo norte-americano Ryan Hunter-Reay, da equipe Andretti Autosport. Josef Newgarden (CFH Racing), que terminou em segundo lugar, foi o piloto que mais liderou voltas (47), enquanto o terceiro colocado Juan Pablo Montoya (Team Penske) obteve a volta mais rápida.
A prova foi marcada pelo acidente envolvendo Justin Wilson e Sage Karam na volta 179, que causaria a morte do piloto britânico no dia seguinte.

## Classificação
O brasileiro Hélio Castroneves, da Penske, fez a pole-position, seguido pelos companheiros de equipe Simon Pagenaud e Will Power. Josef Newgarden, então piloto da CFH Racing, surpreendeu com a quarta posição.
Nas 2 últimas posições ficaram Stefano Coletti (KV Racing Technology) e Charlie Kimball (Chip Ganassi Racing), que não marcaram tempo na classificação.

## O acidente entre Wilson e Karam
Na volta 179, o norte-americano Sage Karam, que liderava a prova, atingiu o muro. Justin Wilson, que vinha atrás, também bateu e, ao contrário do piloto da Ganassi (que saiu do carro mancando, porém ileso), não se movia dentro do cockpit. Na repetição, um pedaço da asa do Dallara-Chevrolet #8 acertou a cabeça de Wilson, que foi resgatado e levado de helicóptero ao Lehigh Valley Hospital, na cidade de Allentown em estado crítico. Após o procedimento, a corrida foi reiniciada e terminou com a vitória de Ryan Hunter-Reay, seguido por Newgarden e Montoya. O pole-position Hélio Castroneves abandonou 13 voltas antes do acidente. Mesmo com a vitória, Michael Andretti estava abalado com a situação e não comemorou.
Em 24 de agosto, o britânico veio a falecer em decorrência dos ferimentos aos 37 anos de idade. A morte do piloto foi confirmada em uma coletiva de imprensa no Indianapolis Motor Speedway.
Foi a primeira morte de um piloto na Indy desde 2011, quando o também britânico Dan Wheldon se envolveu em um violento acidente na etapa de Las Vegas.

## Resultados

### Treino classificatório
| Pos.           | Nº | Piloto             | Tempo     | Diferença |
| -------------- | -- | ------------------ | --------- | --------- |
| 1              | 3  | Hélio Castroneves  | 1:21.6217 | —         |
| 2              | 22 | Simon Pagenaud     | 1:21.6382 | + 0.0165  |
| 3              | 1  | Will Power         | 1:21.6704 | + 0.0487  |
| 4              | 67 | Josef Newgarden    | 1:21.7659 | + 0.1442  |
| 5              | 15 | Graham Rahal       | 1:21.7743 | + 0.1526  |
| 6              | 26 | Carlos Muñoz       | 1:21.8809 | + 0.2592  |
| 7              | 25 | Justin Wilson      | 1:21.9356 | + 0.3139  |
| 8              | 28 | Ryan Hunter-Reay   | 1:21.9402 | + 0.3185  |
| 9              | 14 | Takuma Sato        | 1:21.9755 | + 0.3538  |
| 10             | 11 | Sébastien Bourdais | 1:21.9968 | + 0.3751  |
| 11             | 9  | Scott Dixon        | 1:22.2035 | + 0.5818  |
| 12             | 10 | Tony Kanaan        | 1:22.2610 | + 0.6393  |
| 13             | 19 | Tristan Vautier    | 1:22.3435 | + 0.7218  |
| 14             | 41 | Jack Hawksworth    | 1:22.4437 | + 0.8220  |
| 15             | 7  | James Jakes        | 1:22.4757 | + 0.8540  |
| 16             | 98 | Gabby Chaves       | 1:22.5111 | + 0.8894  |
| 17             | 18 | Pippa Mann         | 1:22.8075 | + 1.1858  |
| 18             | 5  | Ryan Briscoe       | 1:22.8571 | + 1.2354  |
| 19             | 2  | Juan Pablo Montoya | 1:22.8751 | + 1.2534  |
| 20             | 8  | Sage Karam         | 1:23.1791 | + 1.5574  |
| 21             | 20 | Ed Carpenter       | 1:23.2120 | + 1.5903  |
| 22             | 27 | Marco Andretti     | 1:23.6816 | + 2.0599  |
| 23             | 83 | Charlie Kimball    | Sem tempo | —         |
| 24             | 4  | Stefano Coletti    | Sem tempo | —         |
| Qualifications |    |                    |           |           |

| Pos.               | Nº | Piloto               | Equipe                         | Motor e Aero Kit  | Voltas | Tempo/Abandono           | Pit-stops | Grid | Voltas na liderança | Pts. |
| ------------------ | -- | -------------------- | ------------------------------ | ----------------- | ------ | ------------------------ | --------- | ---- | ------------------- | ---- |
| 1                  | 28 | Ryan Hunter-Reay     | Andretti Autosport             | Honda             | 200    | 3:25:08.1095 146.245 mph | 6         | 8    | 29                  | 51   |
| 2                  | 67 | Josef Newgarden      | CFH Racing                     | Chevrolet Indy V6 | 200    | +0.3157                  | 8         | 4    | 47                  | 43   |
| 3                  | 2  | Juan Pablo Montoya W | Team Penske                    | Chevrolet Indy V6 | 200    | +0.5696                  | 7         | 19   |                     | 35   |
| 4                  | 1  | Will Power           | Team Penske                    | Chevrolet Indy V6 | 200    | +1.4707                  | 10        | 3    | 2                   | 33   |
| 5                  | 26 | Carlos Muñoz         | Andretti Autosport             | Honda             | 200    | +2.0003                  | 8         | 6    |                     | 30   |
| 6                  | 14 | Takuma Sato          | A. J. Foyt Enterprises         | Honda             | 200    | +3.5167                  | 11        | 9    | 3                   | 29   |
| 7                  | 22 | Simon Pagenaud       | Team Penske                    | Chevrolet Indy V6 | 200    | +4.5025                  | 7         | 2    | 30                  | 27   |
| 8                  | 5  | Ryan Briscoe         | Schmidt Peterson Motorsports   | Honda             | 200    | +4.7997                  | 7         | 18   | 3                   | 25   |
| 9                  | 9  | Scott Dixon W        | Chip Ganassi Racing            | Chevrolet Indy V6 | 200    | +5.6857                  | 8         | 11   |                     | 22   |
| 10                 | 7  | James Jakes          | Schmidt Peterson Motorsports   | Honda             | 200    | +6.2994                  | 10        | 15   |                     | 20   |
| 11                 | 98 | Gabby Chaves R       | Bryan Herta Autosport          | Honda             | 197    | Motor                    | 5         | 16   | 31                  | 20   |
| 12                 | 83 | Charlie Kimball      | Chip Ganassi Racing            | Chevrolet Indy V6 | 193    | Batida                   | 13        | 23   | 1                   | 19   |
| 13                 | 18 | Pippa Mann           | Dale Coyne Racing              | Honda             | 185    | +15 voltas               | 12        | 17   |                     | 17   |
| 14                 | 8  | Sage Karam R         | Chip Ganassi Racing            | Chevrolet Indy V6 | 179    | Batida na curva T1       | 6         | 20   | 7                   | 17   |
| 15                 | 25 | Justin Wilson        | Andretti Autosport             | Honda             | 179    | Acidente fatal           | 8         | 7    | 2                   | 16   |
| 16                 | 3  | Hélio Castroneves    | Team Penske                    | Chevrolet Indy V6 | 166    | Batida na curva T1       | 7         | 1    | 24                  | 16   |
| 17                 | 20 | Ed Carpenter         | CFH Racing                     | Chevrolet Indy V6 | 156    | Motor                    | 7         | 21   |                     | 13   |
| 18                 | 27 | Marco Andretti       | Andretti Autosport             | Honda             | 138    | Batida na curva T2       | 5         | 22   |                     | 12   |
| 19                 | 10 | Tony Kanaan          | Chip Ganassi Racing            | Chevrolet Indy V6 | 131    | Batida na curva T2       | 4         | 12   | 21                  | 12   |
| 20                 | 15 | Graham Rahal         | Rahal Letterman Lanigan Racing | Honda             | 92     | Batida na curva T3       | 3         | 5    |                     | 10   |
| 21                 | 19 | Tristan Vautier      | Dale Coyne Racing              | Honda             | 92     | Batida na curva T3       | 6         | 13   |                     | 9    |
| 22                 | 41 | Jack Hawksworth      | A. J. Foyt Enterprises         | Honda             | 82     | Batida na curva T1       | 4         | 14   |                     | 8    |
| 23                 | 11 | Sébastien Bourdais   | KV Racing Technology           | Chevrolet Indy V6 | 36     | Batida na curva T2       | 1         | 10   |                     | 7    |
| 24                 | 4  | Stefano Coletti R    | KV Racing Technology           | Chevrolet Indy V6 | 19     | Freios                   |           | 24   |                     | 6    |
| OFFICIAL BOX SCORE |    |                      |                                |                   |        |                          |           |      |                     |      |

| Legenda | Status   |
| ------- | -------- |
| R       | Rookie   |
| W       | Vencedor |

.